# Una pistola para Ringo
Una pistola para Ringo es una película rodada en 1965, en Italia y en Almería. Es un spaghetti western muy conocido, y considerado un icono del subgénero. 
La película fue dirigida por Duccio Tessari, y contó con la actuación de Giuliano Gemma en el papel de Ringo. Hay una secuela de 1966: Il ritorno di Ringo.

## Argumento
Un violento grupo de forajidos, encabezados por el cruel Sancho (Fernando Sancho), siembra el terror en la frontera de Texas con México. Después de asaltar un banco, Sancho y sus hombres se refugian en la hacienda de una rica familia, a cuyos miembros toman como rehenes. Para rescatarlos, temiendo por sus vidas ante un ataque descontrolado, las autoridades optan por infiltrar a alguien entre la banda de Sancho. El elegido será el pistolero Ringo (Giuliano Gemma), que está cumpliendo condena en prisión.
Clint Eastwood ironizó con la posibilidad de que los italianos pudieran realizar películas western de éxito internacional con protagonistas italianos, mencionando expresamente a Gemma y su seudónimo ocasional de sus primeros westerns, Montgomery Wood. De ello queda evidencia audiovisual en el documental Un Italiano Nel Mondo documental sobre la carrera de Giuliano Gemma realizado en el año 2013.
Sin dudas el atractivo físico, la gracia y carisma de Giuliano Gemma fueron factor esencial para el éxito de la película. 
Sin embargo no hay que perder de vista que en esta película Ringo es un pistolero solitario, irónico, mercenario y oportunista, con constantes problemas con la ley, y que se toma todo a la ligera con una ironía que hasta ese entonces era aún inaudita en el género que ya comenzaba a coquetear con la comedia. De hecho, el personaje luce limpio, impecable, bello, sonriente, acrobático, gracioso y pícaro; una verdadera antípoda del antihéroe del western europeo. Pero su personalidad oculta una violencia letal que permite presumir que toda aquella pulcritud y simpatía a flor de piel es sólo una máscara, una coraza que oculta a un sujeto peligroso, erigiendo a este Ringo como uno de los personajes más solapadamente complejos y ambiguos de todo el Spaghetti Western o mejor dicho Western all¨italiana.
Cabe destacar que la película constituye uno de los primeros y muy excepcionales casos de films wéstern ambientados en Navidad.

## Reparto
- Giuliano Gemma: Ringo.
- Fernando Sancho: Sancho.
- George Martin: Ben, el sheriff.
- Nieves Navarro: Dolores.
- Antonio Casas: el mayor Clyde.
- Lorella De Luca: Ruby.
- José Manuel Martín: Pedro.
- Manuel Muñiz: Tim.

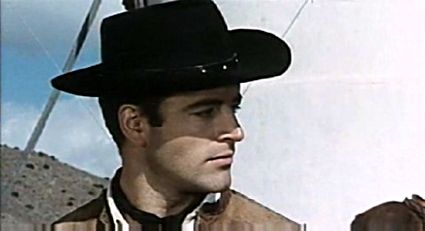
George Martin en un fotograma de la película.

- Juan Cazalilla: Mr. Jenkinson, el director del banco.
- Pablito Alonso: Chico, un niño mexicano.
- Nazzareno Zamperla: un miembro de la banda de Sancho.
- Francisco Sanz: el coronel.
- Jose Halufi: un miembro de la banda de Sancho.
- Francisco Gabarre: un ciudadano.
- Alfonso Alcántara: el ayudante del sheriff.
- Miguel Pedregosa: el bandido.
- Carlos Ronda: el tendero.
- Marc Smith.
- Duccio Tessari: Felipe.
- Juan Torres: Henry, el dependiente del banco.